# Cymodoce convexa
Cymodoce convexa är en kräftdjursart som beskrevs av Edward John Miers 1876.
Cymodoce convexa ingår i släktet Cymodoce och familjen klotkräftor. Artens utbredningsområde är havet kring Nya Zeeland. Inga underarter finns listade i Catalogue of Life.